# Confetto de Sulmona
El confetto de Sulmona es una especialidad dulce que consiste en almendras cubiertas con una capa de azúcar, y es típica de la ciudad de Sulmona en la provincia de L'Aquila (Italia), donde existe la fábrica de dulces más antigua de confetto.
La almendra azucarada tiene una historia antigua; su fabricación moderna se remonta al siglo XV, mientras que evolucionó como una obra culinaria artística que ya comenzó a partir del mismo siglo.
Además de las almendras producidas en el valle de Peligna, en Abruzos, se utilizan las de Sicilia, cosechadas entre la provincia de Siracusa, en particular la famosa almendra Pizzuta d'Avola, y la provincia de Ragusa.
El MIPAAF (Ministerio de políticas agrícolas, alimentarias y forestales de Italia) ha incluido el confetto producido en Sulmona en la lista de Productos agroalimentarios tradicionales italianos (PAT).